# Rob Williams (Ruderer, 1985)

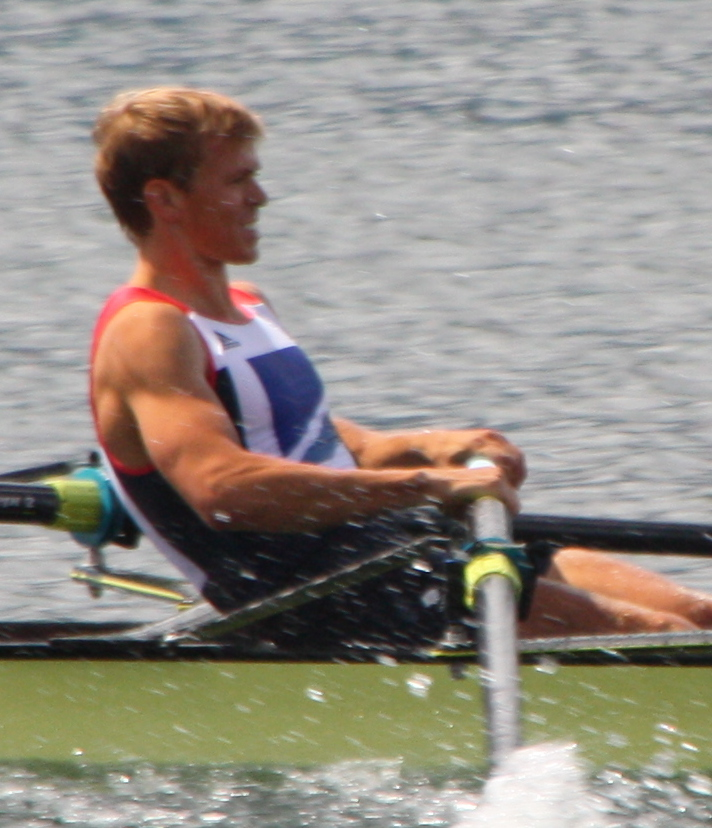
Rob Williams

Rob Williams (* 21. Januar 1985 in Taplow) ist ein britischer Leichtgewichts-Ruderer. Er gewann bis 2011 eine Goldmedaille und zwei Bronzemedaillen bei Weltmeisterschaften.

## Karriere
Williams begann 2001 mit dem Rudersport. 2006 belegte er mit dem britischen Leichtgewichts-Vierer ohne Steuermann den sechsten Platz bei den U23-Weltmeisterschaften. Bei den Weltmeisterschaften 2007 in München gewann er zusammen mit Simon Jones, Chris Bartley und Dave Currie die Bronzemedaille im Leichtgewichts-Doppelvierer. Nachdem Williams sich nicht für die Olympischen Spiele 2008 qualifizieren konnte, ruderte er 2009 zusammen mit Paul Mattick im Leichtgewichts-Doppelzweier, bei den Weltmeisterschaften 2009 in Posen erreichten die beiden den sechsten Platz. 2010 wechselten die beiden in den Leichtgewichts-Vierer zurück. In der Besetzung Richard Chambers, Paul Mattick, Rob Williams und Chris Bartley erkämpfte das Boot im Weltcup einen zweiten Platz in Bled und zwei Siege in München und Luzern und gewann auch bei den Weltmeisterschaften in Neuseeland. Ein Jahr später erhielt das Boot in gleicher Besetzung die Bronzemedaille bei den Weltmeisterschaften in Bled. In der Besetzung Peter Chambers, Rob Williams, Richard Chambers und Chris Bartley gewann der britische Vierer das Weltcupfinale 2012 in München. Im Finale der Olympischen Regatta 2012 unterlag der britische Vierer dem südafrikanischen Boot und gewann mit sieben Hundertstelsekunden Vorsprung auf die Dänen Silber.